# 我心归处是敦煌：樊锦诗自述
《我心归处是敦煌：樊锦诗自述》是敦煌研究院第三任院长樊锦诗的自述自传，曾荣获多种奖项。由樊锦诗自述，北京大学艺术学院教授顾春芳撰写。

## 内容
《我心归处是敦煌：樊锦诗自述》讲述了樊锦诗从出生到1963年北京大学毕业进入敦煌文物研究所工作，从敦煌研究院副院长、院长到名誉院长，奉献敦煌文化的研究、保护和传承的56个春秋。

## 奖项
- 中宣部2019年主题出版重点出版物
- 2019年度中国出版协会30本好书
- 中华读书报2019年度十大好书
- 豆瓣2019年度传记·人物好书
- 《作者文摘》2019年度十大非虚构好书
- 新浪好书2019年度推荐图书
- 华文好书2019好书年度榜
- 好书品读2019年度好书
- 搜狐文化2019年度十大好书
- 出版人2019书业年度评选·年度好书
- 中国新闻出版广电报2019年度好书
- 人文社科联合书单2019人文社科年度好书
- 中国教育网2019年度“影响教师的100本书”
- 中国文物学会和中国文物报社2019年度全国文化遗产十佳图书